# Пономарёва, Мария Викторовна
Мари́я Ви́кторовна Пономарёва (род. 18 июня 1995, Дебёсы, Удмуртия, Россия) — российская легкоатлетка, специализирующаяся в спортивной ходьбе. Мастер спорта России международного класса.

## Биография
Начала заниматься лёгкой атлетикой в родных Дебёсах под руководством Хохрякова Николая Петровича. Неоднократно выигрывала различные республиканские соревнования в спортивной ходьбе. Первого успеха на национальном уровне добилась на Кубке России 2014 года, когда в заходе на 10 км среди юниорок заняла второе место и выполнила норматив мастера спорта международного класса (перед стартом она была всего лишь кандидатом в мастера спорта).
С 2015 года стала тренироваться в Центре спортивной ходьбы в Саранске. В первом в карьере старте на дистанции 20 км заняла 6-е место на зимнем чемпионате России с высоким результатом 1:30.17. На летнем первенстве страны 2015 года Мария остановилась в шаге от пьедестала, а спустя месяц стала чемпионкой Европы среди молодёжи, опередив Анежку Драготову из Чехии и украинку Людмилу Оляновскую (обе — призёры взрослого чемпионата Европы 2014 года).
Завоевала бронзовую медаль чемпионата России 2016 года с личным рекордом 1:26.46. Была включена в команду для участия в Олимпийских играх в Рио-де-Жанейро, однако, как и вся легкоатлетическая сборная России, была не допущена к соревнованиям в связи с допинговым скандалом.

## Допинговая дисквалификация
В апреле 2019 года Спортивный арбитражный суд на основании показателей биологического паспорта признал Марию Пономарёву виновной в нарушении антидопинговых правил и дисквалифицировал до 7 марта 2022 года. Все её результаты и достижения с 8 июля 2015 года по 8 марта 2018 года были аннулированы.

## Основные результаты
| Год  | Турнир                            | Место проведения  | Дисциплина   | Место     | Результат |
| ---- | --------------------------------- | ----------------- | ------------ | --------- | --------- |
| 2015 | Зимний чемпионат России по ходьбе | Сочи, Россия      | ходьба 20 км | 6-е       | 1:30.17   |
| 2015 | Чемпионат России по ходьбе        | Чебоксары, Россия | ходьба 20 км | 3-е       | 1:30.36   |
| 2015 | Чемпионат Европы среди молодёжи   | Таллин, Эстония   | ходьба 20 км | 1-е (DSQ) | 1:27.17   |
| 2016 | Чемпионат России по ходьбе        | Чебоксары, Россия | ходьба 20 км | 3-е (DSQ) | 1:26.46   |
| 2017 | Чемпионат России по ходьбе        | Чебоксары, Россия | ходьба 20 км | 3-е (DSQ) | 1:27.53   |